# Kammsterne

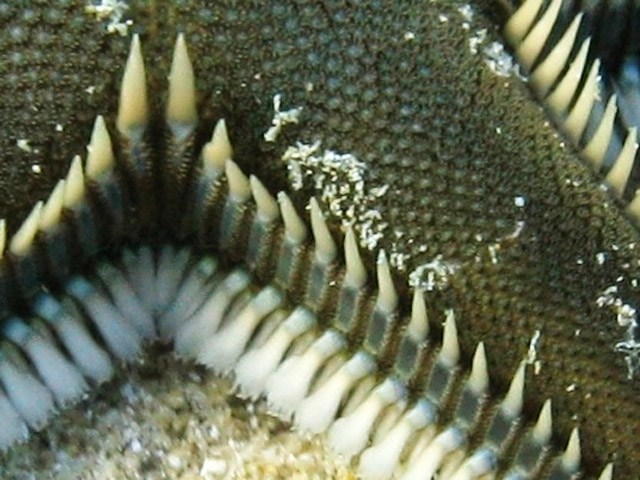
Randstacheln eines Astropecten bispinosus.

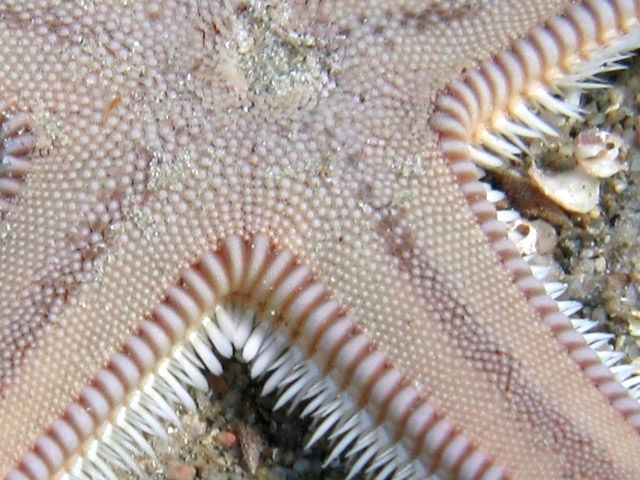
Randstacheln eines Astropecten irregularis.

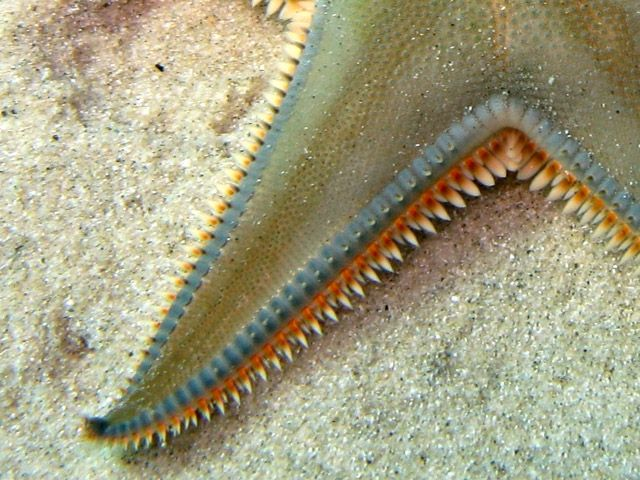
Randstacheln eines Astropecten jonstoni.

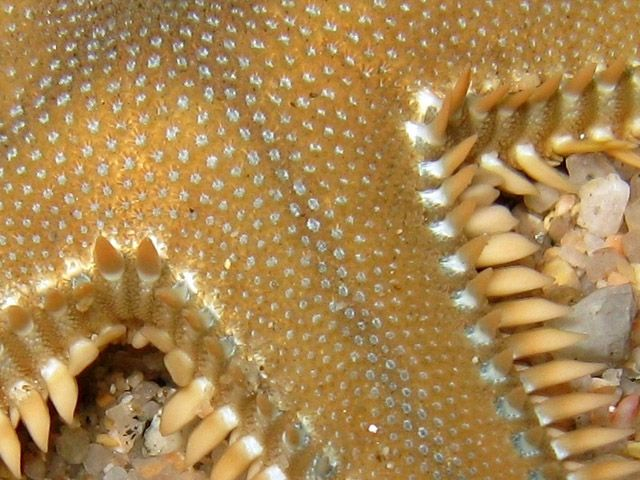
Randstacheln eines Astropecten platyacanthus.

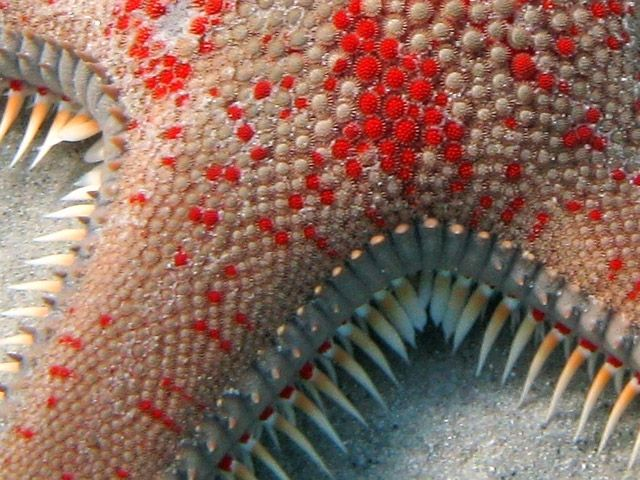
Randstacheln eines Astropecten aranciacus

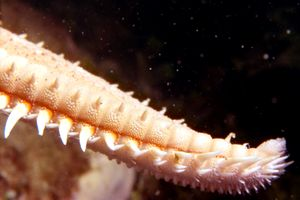
Armspitze von Astropecten aranciacus

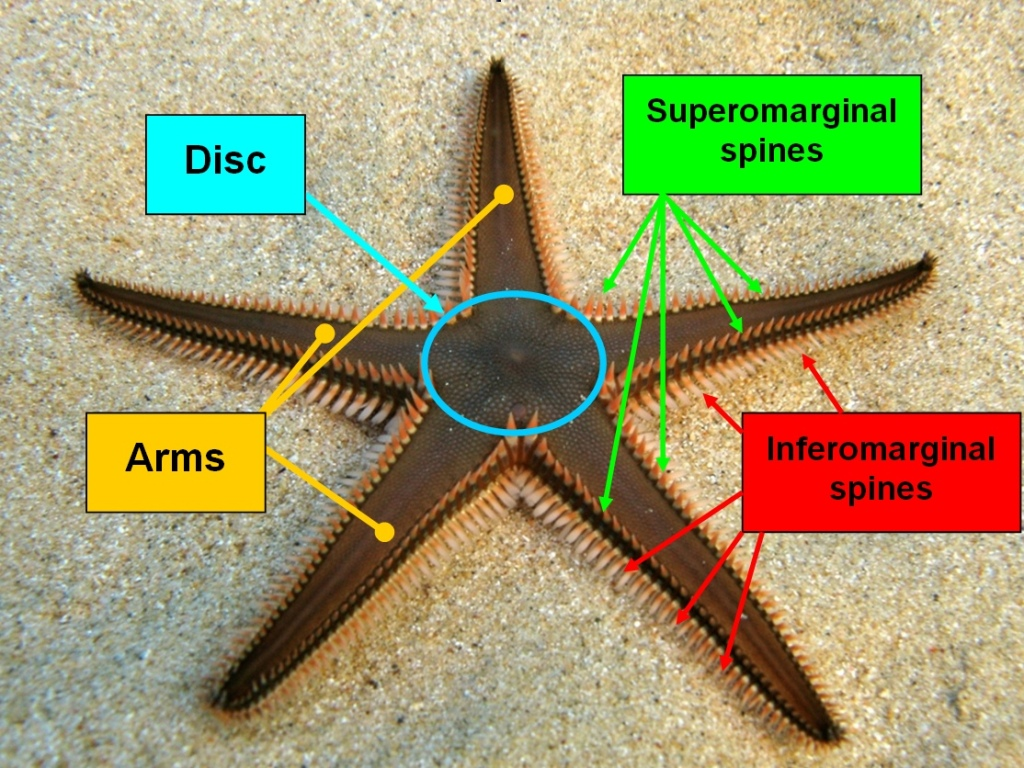
Einige Merkmale der Gattung Astropecten

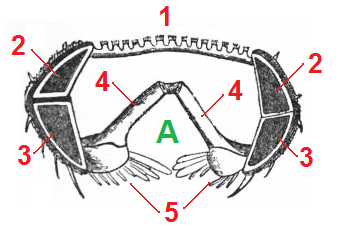
Schema eines Arms im Querschnitt. 1. Papulae und Paxillen, 2. Superomarginale Platte, 3. Inferomarginale Platte, 4. Ambulacralplatten, 5. Adambulacralplatten

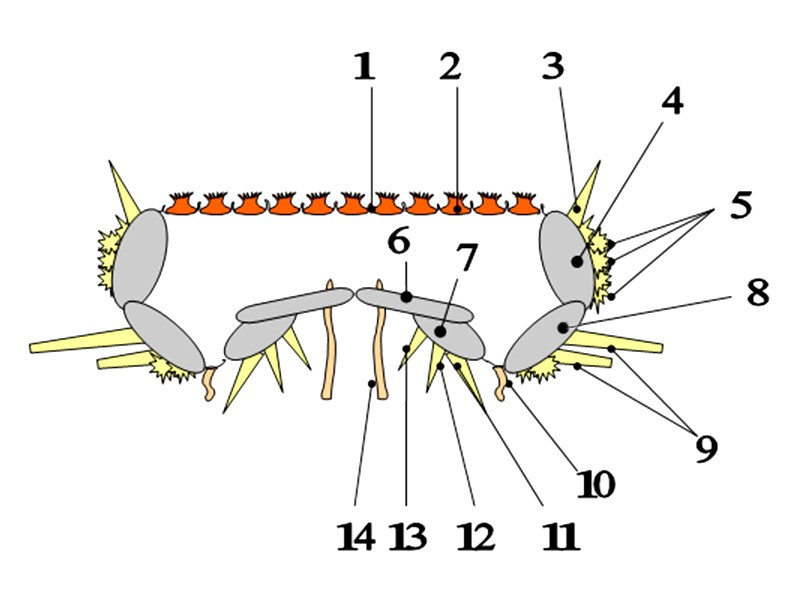
Querschnitt durch einen Arm eines Astropecten:
1. Hautkiemen (Papulae)
2. Paxille
3. superomarginale Randstacheln
4. superomarginale Platten
5. Schuppen und kleine Dornen auf der vertikalen Seite der superomarginalen Platten
6. Ambulacralplatten
7. adambulacrales Muster
8. inferomarginale Platten
9. inferomarginale Dornen
10. Pedicellarien
11. äußere adambulacrale Dornen
12. mittlere adambulacrale Dornen
13. innere adambulacrale Dornen
14. Ambulacralfüßchen

Die Kammsterne oder Kamm-Seesterne (Astropecten) sind eine kosmopolitische Gattung von Seesternen in der Familie Astropectinidae, die auf sandigen und schlammigen Böden leben. Mit über 250 beschriebenen und derzeit etwas über 100 akzeptierten Arten sind sie eine der artenreichsten Seesterngattungen.

## Merkmale
Kammsterne haben in Anpassung an das Leben auf und im Sediment eine regelmäßige, abgeflachte Gestalt mit fünf Armen in der Form gleichschenkliger Dreiecke, an deren Rändern in ganzer Länge zwei Reihen von Randstacheln und dazwischen eine Reihe von Randplatten sitzen. Auf der Oberfläche befinden sich zum Schutz der Hautkiemen (Papulae) zahlreiche schirmchenartige Plättchen (Paxillen). Die mit Doppelampullen versehenen Ambulacralfüßchen laufen spitz zu und haben keine Saugscheiben. Pedicellarien fehlen bei den meisten Arten. Der Magen endet wie bei allen Paxillensternen blind und ist nicht ausstülpbar.
Die vielen Arten dieser Gattung sind teilweise nur von Spezialisten zu unterscheiden.

## Verbreitung und Vorkommen
Kammsterne sind weltweit auf sandigen und schlammigen Böden zu finden. Sie graben sich häufig auch etwas in den Boden ein, doch können sie sich dort nicht horizontal weiterbewegen.
Im Mittelmeer kommen 6 Arten vor, darunter der 15 cm bis 30 cm große, auch in der Nordsee häufige Nordische Kammstern (Astropecten irregularis) und der bis 50 cm große Rote Kammstern (Astropecten aranciacus), außerdem Astropecten bispinosus, Astropecten jonstoni, Astropecten platyacanthus und Astropecten spinulosus.

## Ernährung
Kammsterne leben räuberisch vor allem von Muscheln, Schnecken und Grabfüßern, aber auch von Vielborstern, Krebsen, Schlangensternen, Seeigeln, Seesternen und Nesseltieren. Die Beutetiere werden als Ganzes verschluckt und im Magen verdaut. Unverdauliche Reste werden über die Mundöffnung wieder abgegeben.

## Arten
Astropecten ist eine der artenreichsten Seesterngattungen. Der von Carl von Linné 1758 als Asterias aranciaca beschriebene Astropecten aranciacus des Mittelmeers ist die Typusart der Gattung. Bisher sind etwa 286 Arten der Gattung Astropecten beschrieben worden, von denen derzeit etwa 104 als Arten akzeptiert sind:
- Astropecten acanthifer Sladen, 1883
- Astropecten acutiradiatus Tortonese, 1956
- Astropecten africanus Koehler, 1911
- Astropecten alatus Perrier, 1875
- Astropecten alligator Perrier, 1881
- Astropecten americanus Verrill, 1880
- Astropecten anacanthus H.L. Clark, 1926
- Astropecten andersoni Sladen, 1888
- Astropecten antillensis Lütken, 1859
- Astropecten aranciacus (Linnaeus, 1758)
- Astropecten armatus Gray, 1840
- Astropecten articulatus (Say, 1825)
- Astropecten bandanus Doderlein, 1917
- Astropecten bengalensis Doderlein, 1917
- Astropecten benthophilus Ludwig, 1905
- Astropecten bispinosus (Otto, 1823)
- Astropecten brasiliensis Müller & Troschel, 1842
- Astropecten brevispinus Sladen, 1883
- Astropecten carcharicus Doderlein, 1917
- Astropecten caribemexicanensis Caso, 1990
- Astropecten celebensis Doderlein, 1917
- Astropecten cingulatus Sladen, 1833
- Astropecten comptus Verrill, 1915
- Astropecten debilis Koehler, 1910
- Astropecten dubiosus Mortensen, 1925
- Astropecten duplicatus Gray, 1840
- Astropecten eremicus Fisher, 1913
- Astropecten eucnemis Fisher, 1919
- Astropecten euryacanthus Lutken, 1871
- Astropecten exiguus Ludwig, 1905
- Astropecten exilis Mortensen, 1933
- Astropecten fasciatus Doderlein, 1926
- Astropecten formosus Sladen, 1878
- Astropecten fragilis Verrill, 1870
- Astropecten gisselbrechti Doderlein, 1917
- Astropecten granulatus Müller & Troschel, 1842
- Astropecten griegi Koehler, 1909
- Astropecten gruveli Koehler, 1911
- Astropecten guineensis Koehler, 1911
- Astropecten hawaiiensis Doderlein, 1917
- Astropecten hemprichi Müller & Troschel, 1842
- Astropecten hermatophilus Sladen, 1883
- Astropecten huepferi Koehler, 1914
- Astropecten ibericus Perrier, 1894
- Astropecten imbellis Sladen, 1883
- Astropecten indicus Doderlein, 1888
- Astropecten inutilis Koehler, 1910
- Astropecten irregularis (Pennant, 1777)
- Astropecten jarli Madsen, 1950
- Astropecten javanicus Lutken, 1871
- Astropecten jonstoni (Delle Chiaje, 1827)
- Astropecten kagoshimensis de Loriol, 1899
- Astropecten latespinosus Meissner, 1892
- Astropecten leptus H.L. Clark, 1926
- Astropecten liberiensis Koehler, 1914
- Astropecten luzonicus Fisher, 1913
- Astropecten malayanus Doderlein, 1917
- Astropecten mamillatus Koehler, 1914
- Astropecten marginatus Gray, 1840
- Astropecten mauritianus Gray, 1840
- Astropecten michaelseni Koehler, 1914
- Astropecten minadensis Doderlein, 1917
- Astropecten monacanthus Sladen, 1883
- Astropecten nitidus Verrill, 1915
- Astropecten novaeguineae Doderlein, 1917
- Astropecten nuttingi Verrill, 1915
- Astropecten orientalis Doderlein, 1917
- Astropecten ornatissimus Fisher, 1906
- Astropecten orsinii Leipoldt, 1895
- Astropecten pedicellaris Fisher, 1913
- Astropecten petalodea Retzius, 1805
- Astropecten platyacanthus (Philippi, 1837)
- Astropecten polyacanthus Müller & Troschel, 1842
- Astropecten preissi Müller & Troschel, 1843
- Astropecten primigenius Mortensen, 1925
- Astropecten productus Fisher, 1906
- Astropecten progressor Doderlein, 1917
- Astropecten pugnax Koehler, 1910
- Astropecten pulcherrimus H.L. Clark, 1938
- Astropecten pusillulus Fisher, 1906
- Astropecten pusillus Sluiter, 1889
- Astropecten regalis Gray, 1840
- Astropecten sanctaehelenae Mortensen, 1933
- Astropecten sarasinorum Doderlein, 1917
- Astropecten scoparius Müller & Troschel, 1842
- Astropecten siderialis Verrill, 1914
- Astropecten sinicus Doderlein, 1917
- Astropecten spiniphorus Madsen, 1950
- Astropecten spinulosus (Philippi, 1837)
- Astropecten sulcatus Ludwig, 1905
- Astropecten sumbawanus Doderlein, 1917
- Astropecten tamilicus Doderlein, 1888
- Astropecten tasmanicus H.E.S Clark & D.G. McKnight, 2000
- Astropecten tenellus Fisher, 1913
- Astropecten tenuis (Bell, 1894)
- Astropecten timorensis Doderlein, 1917
- Astropecten triacanthus (Goto, 1914)
- Astropecten triseriatus Müller & Troschel, 1843
- Astropecten umbrinus Grube, 1866
- Astropecten validispinosus Oguro, 1982
- Astropecten vappa Müller & Troschel, 1843
- Astropecten variegatus Mortensen, 1933
- Astropecten velitaris von Martens, 1865
- Astropecten verrilli deLoriol, 1899